# Дерихвіст
Дерихвіст (Glareola) — рід сивкоподібних птахів родини дерихвостових (Glareolidae). Містить 7 видів.

## Поширення
Рід поширений в посушливих регіонах Африки, Азії та Південної Європи. Види, що розмножуються в помірних регіонах, на зимівлю мігрують на далекі відстані на південь.

## Опис
Дрібні птахи, завдовжки 17–26 см. Мають короткі ноги, дуже довгі загострені крила і довгий вилчастий хвіст. Політ швидкий. Дзьоб короткий, вигнутий. Зазвичай він червоний біля основи та чорний до кінця.

## Спосіб життя
Дерихвости мешкають на відкритих територіях, неподалік великих водойм. Активні на світанку або у сутінках. Живляться комахами на яких полюють в польоті, рідше полюють на землі. Гніздо облаштовують на землі. У гнізді 2–4 яйця. Пташенята залишають з батьками гніздо за добу після вилуплення.

## Види
- Дерихвіст попелястий (Glareola cinerea)
- Дерихвіст малий (Glareola lactea)
- Дерихвіст забайкальський (Glareola maldivarum)
- Дерихвіст степовий (Glareola nordmanni)
- Дерихвіст скельний (Glareola nuchalis)
- Дерихвіст мадагаскарський (Glareola ocularis)
- Дерихвіст лучний (Glareola pratincola)